# 向山直美
向山 直美（むかいやま なおみ、1月7日 - ）は、日本の女性声優。福岡県田川郡出身。RME所属。

## 人物
幼い頃からピアノや管楽器に触れて育つ。
趣味は動画鑑賞、昼寝。特技は楽器演奏（ユーフォニウム、トロンボーン、ピアノ）。歌唱。方言は福岡弁、筑豊弁。

## 出演

### テレビアニメ
- アズールレーン（2019年、ロンドン）
- どるふろ -狂乱篇-（2020年、MP5）
- ドールズフロントライン（2022年、Gr MP5）

### 劇場アニメ
- 劇場版 Re:STARS 〜未来へ繋ぐ2つのきらぼし〜（2023年、母）

### ゲーム
2015年
- 99ドラゴンズ（ロメリア・ベアール）

2016年
- クロスセイバー（周倉）
- THE NEW GATE（クオーレ）
- 武装百姫（アリーチェ・カッチャ）
- 私たちつきあってるの?（礼子）

2017年
- アズールレーン（ロンドン、伊56）
- 神代夢華譚（トート）

2018年
- 虚構少女-E.G.O-（和江、アリエット）
- キングダムカム・デリバランス（グータ 他）
- ドールズフロントライン（MP5、PSM）

2019年
- アズールレーン クロスウェーブ（ロンドン）

2020年
- ステラバラード:紋章の守護者と暁の竜（ギュスタフ、クピードー、フレイム）
- ラストエトワール:自由への軌跡（姫騎士、玉藻前、マサ、アサシンフレイ、トレシー）

2021年
- グラナド・エスパダ（賢者シャロン）
- マイターン（女将、スナイパー、守護天使）

2024年
- ミステリーの歩き方（内田澪）

### 吹き替え

#### 映画
- エリザベス 神なき遺伝子（女性記者　他）
- オレの獲物はビンラディン（空港職員）
- 逆謀 反乱の時代（大妃）
- グリーンルーム（サム）
- サスペクト-薄氷の狂気-（ディッカーマン）
- ショウダウン 不死身の弾丸（シェリル〈ティア・カレル〉、ハインズ〈シンシア・ロスロック〉）
- セキュリティ（職員 他）
- ドント・ゴー・ダウン（ウォーカー）
- バーニー・トムソンの殺人日記（ガフニー）
- ハーフネルソン（ドレイ〈シャーリーカ・エップス〉）
- ファミリー・マン ある父の決断（リン・ウィルソン〈アリソン・ブリー〉）
- 貪る。（ルーデス〈マルタ・ミランス〉）
- レッドリーコン 1942 ナチス侵攻阻止作戦（ガーリャ・チェトヴェルタク）

#### ドラマ
- トラベラーズ シーズン2（ブレア）

#### アニメ
- フェ〜レンザイ -神さまの日常-（2023年）

### ラジオ
- FMたちかわ「パークサイドスクエア」メインパーソナリティー
- FMたちかわ「プレッセ 〜立川多摩地域☆情報局」メインパーソナリティー

### ナレーション
- 医療系ナレーション
- ヴァンパイア：ザ・マスカレード 紐育に巣食う血盟 トレーラー
- 産業能率大学
- 電子機器PVナレーション
- 浪合パーク 音声解説
- 三菱UFJ銀行 ネット専用住宅ローン

### その他コンテンツ
- 箱根仙石原プリンスホテル謎解きイベント「迷い込む物語体験 声と紡ぐ謎解きの夜」（真木初音）
- WebCM バーガーキング「AKAバーガーKUROバーガー」（クラブの客）